# リジー・マグワイア・ムービー
『リジー・マグワイア・ムービー』はテレビドラマ『リジー&Lizzie』の映画化作品。シリーズの最終回的な作品。

## ストーリー
中学校を卒業したリジーは入学することになった高校の先生の引率で中学校時代の同級生らとともにローマを旅する。そこでイタリアの歌手パオロと出会い彼に恋してしまう。
一方、リジーの後をつけるべく父サムのパスポートで共に母ジョーと弟マットもローマへ来ると、ケイトに先んじてリジーの単独行動に協力していたゴードがアンガーマイヤー先生の看破を恐れ嘘の自首をし本国に送り返されることにしたが、リジーそっくりの女性歌手イザベラ（ヒラリー・ダフ、二役）と出会い、パオロの悪巧みを知る。

## キャスト
| 登場人物                    | キャスト                 | 役柄 | 日本語吹き替え |
| --------------------------- | ------------------------ | --- | -------------- |
| リジー・マグワイア/イザベラ | ヒラリー・ダフ           | 主人公。心の声はアニメになったリジーがしゃべり、映像特典のローマでの撮影日誌でもアニメヒラリーとしてしゃべっている。 | 須藤祐実       |
| ゴード                      | アダム・ランバーグ       | リジーの親友。パウロの企みを知り、リジーを助ける。                                                                   | 小林良也       |
| マット                      | ジェイク・トーマス       | リジーの弟。映画版ではメリーナに悪態をつかれつつ、卒業式の朝からリジーを盗撮し続ける。                               | 海鋒拓也       |
| ケイト・サンダース          | アシュリー・ブリルオルト | リジーの元親友。テレビシリーズでは敵役。映画版でリジーと和解する。                                                   |                |
| イーサン・クラフト          | クレイトン・スナイダー   | |                |
| メリーナ・ビアンコ          | カーリー・シュローダー   | |                |

- その他の声の吹き替え：二又一成／日野由利加／風間勇刀／泉久実子／多田野曜平／細野雅世／日野聡／小宮和枝／後藤哲夫／高宮俊介／清水明彦／津田匠子／楠大典／佐藤晴男／竹口安芸子／蓮池龍三／柚木麻友子／若菜よう子／青山桐子／永吉京子／落合美季／平野萌香